# Tournay (Pireneje Wysokie)
Tournay – miejscowość i gmina we Francji, w regionie Oksytania, w departamencie Pireneje Wysokie.
Według danych na rok 1990 gminę zamieszkiwało 1109 osób, a gęstość zaludnienia wynosiła 77 osób/km² (wśród 3020 gmin regionu Midi-Pireneje Tournay plasuje się na 309. miejscu pod względem liczby ludności, natomiast pod względem powierzchni na miejscu 799.).